# Réseau interurbain de l'Ain
Le réseau Cars Région Ain, anciennement Car.ain.fr, est un service de transport en commun interurbain desservant la plupart des communes du département de l'Ain en région Auvergne-Rhône-Alpes.
Depuis le 1er septembre 2017, la région Auvergne-Rhône-Alpes est l'autorité organisatrice des transports interurbains et scolaires. Dans l'Ain, la compétence a été déléguée au département jusqu'au 1er janvier 2020,.

## Histoire

### Premiers projets et dessertes

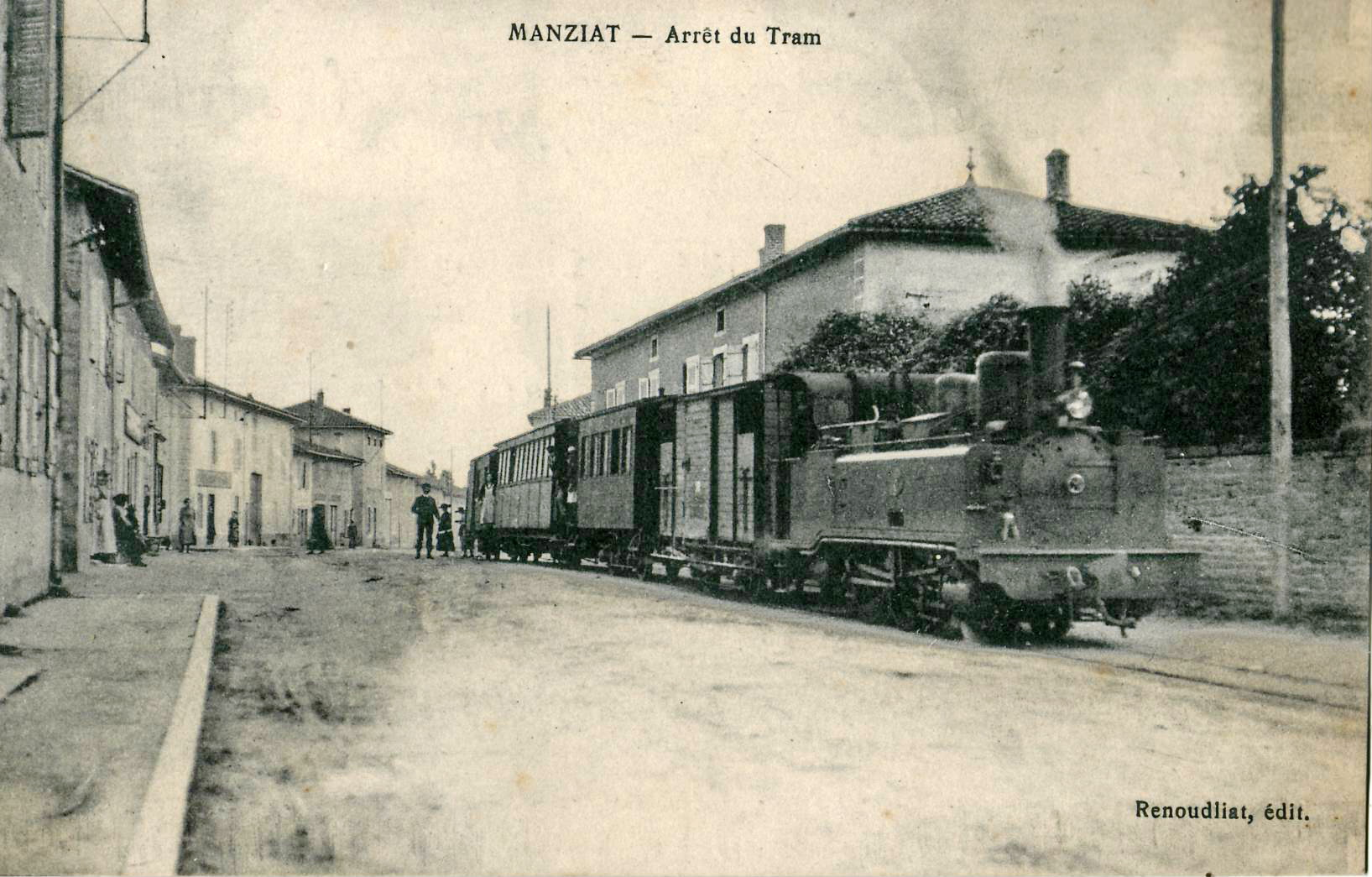
Une rame de l'ESE à Manziat.

De 1879 à 1954, le département a été desservi par un réseau à voie métrique : la régie départementale des tramways de l'Ain (RDTA). Ce réseau fut progressivement fermé à partir des années 1930 avec l'arrivée de l'automobile et remplacés par des lignes d'autocars.

### Exploitation par des transporteurs
Le réseau est un plan de transports réalisé par le Conseil départemental de l'Ain puis par le Conseil régional d'Auvergne-Rhône-Alpes à partir de 2020. Les lignes sont assurées par des transporteurs indépendants désignés par appel d'offres, le principal étant la régie départementale des transports de l'Ain (RDTA).

#### Le lancement de Car.ain.fr
Le réseau Car.ain.fr a été lancé le 26 août 2009 avec plusieurs objectifs :
- Rendre le réseau attractif, avec une tarification unique et applicable sur toutes les lignes[4] ;
- Encourager les déplacements domicile-travail en proposant des services en heures de pointe adaptés aux usagers ;
- Faire correspondre les horaires des lignes départementales avec ceux des trains, afin de permettre l'intermodalité car + train ;
- Proposer un transport à la demande fonctionnant les jours de marché et pendant la période estivale ;
- Transporter les usagers dans des véhicules confortables, et répondants aux dernières normes sécuritaires et environnementales ;
- Promouvoir le réseau, avec une identité visuelle et un nom commercial.

#### L'évolution du réseau
Avant le lancement du nouveau réseau, celui-ci comportais 33 lignes. Le 26 août 2009, 7 nouvelles lignes sont apparues (notamment autour de la commune de Villars-les-Dombes) et 4 lignes ont été supprimées (notamment dans la Communauté de communes de la Plaine de l'Ain), ce qui permet la mise en place de 36 lignes pour la rentrée scolaire 2009, partagées par 5 autocaristes. D'autres lignes ont été partiellement réorganisées, principalement du côté du bassin lyonnais et dans la vallée de la Saône.
En août 2010, la ligne 190 (Lhuis <> Meximieux) est supprimée en raison de son itinéraire, identique avec celui de la ligne 142 (Lhuis <> Ambérieu-en-Bugey) entre les communes de Lhuis et Saint-Sorlin-en-Bugey. Cette ligne 142 sera par ailleurs renuméroté 149.
Au 1er septembre 2011, une nouvelle ligne est créée : la 173, qui relie Belley à Chambéry.

### Transfert de compétence
Jusqu'à janvier 2017, le département de l'Ain était l'autorité organisatrice des transports interurbains et scolaires. Le 1er septembre 2017, à la suite de la loi NOTRe, la région Auvergne-Rhône-Alpes est devenue l'autorité organisatrice des transports interurbains et scolaires. Dans l'Ain, la région a délégué la compétence au département jusqu'au 1er janvier 2020,.
En novembre 2020, le réseau Car.ain.fr prend le nom de Cars Région Ain.

## Le réseau

### Présentation
Le réseau Cars Région Ain dessert la plupart des villes du département. 32 lignes d’autocars assurées par 5 compagnies de transports permettent de relier les petites communes aux plus grandes villes de l’Ain et des départements voisins (Mâcon, Lyon, Villefranche-sur-Saône, Morestel…). Les lignes desservent également les gares du département pour améliorer et favoriser l’intermodalité des transports en commun.
Au 22 août 2022, la numérotation est adaptée à la nouvelle numérotation alphanumérique régionale, avec la lettre « A » se substituant au chiffre des centaines pour les lignes suivi d'un chiffre allant de 1 à 93.

### Les lignes
| No  | Date d'ouverture | Parcours                                      | Parcours                       | Longueur | Fréquentation annuelle | Matériel | Exploitant |
| No  | Date d'ouverture | Terminus 1                                    | Terminus 2                     | Longueur | Fréquentation annuelle | Matériel | Exploitant |
| --- | ---------------- | --------------------------------------------- | ------------------------------ | -------- | ---------------------- | -------- | ---------- |
| A01 | -                | Chalamont - Gendarmerie                       | Villars-les-Dombes - Gare SNCF | -        | -                      | Autocars | RDTA       |
| A02 | -                | Châtillon-sur-Chalaronne - Office du Tourisme | Villars-les-Dombes - Gare SNCF | -        | -                      | Autocars | RDTA       |
| A03 | -                | Lagnieu - École                               | Ambérieu-en-Bugey - Gare SNCF  | -        | -                      | Autocars | RDTA       |

| No  | Date d'ouverture  | Parcours                             | Parcours                               | Longueur | Fréquentation annuelle | Matériel          | Exploitant           |
| No  | Date d'ouverture  | Terminus 1                           | Terminus 2                             | Longueur | Fréquentation annuelle | Matériel          | Exploitant           |
| --- | ----------------- | ------------------------------------ | -------------------------------------- | -------- | ---------------------- | ----------------- | -------------------- |
| A10 | 12 septembre 2022 | Ambérieu-en-Bugey - Gendarmerie      | Lagnieu - PIPA                         | -        | -                      | Autocars          | RDTA                 |
| A11 | 12 septembre 2022 | Meximieux - Cabinet Médical          | Lagnieu - PIPA                         | -        | -                      | Autocars          | RDTA                 |
| A13 | -                 | Belleville-en-Beaujolais - Gare SNCF | Saint-Germain-au-Mont-d'Or - Gare SNCF | -        | -                      | Minicars Autocars | Autocars Maisonneuve |
| A14 | -                 | Belleville-en-Beaujolais - Gare SNCF | Mâcon - Gare Routière                  | -        | -                      | Minicars Autocars | Autocars Maisonneuve |
| A18 | -                 | Bourg-en-Bresse - Gare Routière      | Mâcon - Gare Routière                  | -        | -                      | Autocars          | Autocars Maisonneuve |
| A19 | -                 | Bourg-en-Bresse - Carré Amiot        | Villefranche-sur-Saône - Gare Routière | -        | -                      | Autocars          | RDTA                 |

| No  | Date d'ouverture | Parcours                             | Parcours                              | Longueur | Fréquentation annuelle | Matériel | Exploitant           |
| No  | Date d'ouverture | Terminus 1                           | Terminus 2                            | Longueur | Fréquentation annuelle | Matériel | Exploitant           |
| --- | ---------------- | ------------------------------------ | ------------------------------------- | -------- | ---------------------- | -------- | -------------------- |
| A20 | -                | Belleville-en-Beaujolais - Gare SNCF | Bourg-en-Bresse - Rue Alfred de Vigny | -        | -                      | Autocars | Autocars Maisonneuve |
| A22 | -                | Ambérieu-en-Bugey - Gare SNCF        | Bourg-en-Bresse - Carré Amiot         | -        | -                      | Autocars | RDTA                 |
| A27 | -                | Ambérieu-en-Bugey - Gare SNCF        | Bourg-en-Bresse - Carré Amiot         | -        | -                      | Autocars | Keolis Val de Saône  |
| A29 | -                | Meximieux - Gare SNCF                | Poncin - Collège                      | -        | -                      | Autocars | Philibert Transport  |

| No  | Date d'ouverture | Parcours                      | Parcours                      | Longueur | Fréquentation annuelle | Matériel | Exploitant          |
| No  | Date d'ouverture | Terminus 1                    | Terminus 2                    | Longueur | Fréquentation annuelle | Matériel | Exploitant          |
| --- | ---------------- | ----------------------------- | ----------------------------- | -------- | ---------------------- | -------- | ------------------- |
| A32 | -                | Lyon - Pont Guillotière       | Bourg-en-Bresse - Carré Amiot | -        | -                      | Autocars | Philibert Transport |
| A33 | -                | Valserhône - Gare SNCF        | Seyssel - Gare SNCF           | -        | -                      | Autocars | RDTA                |
| A36 | -                | Valserhône - Gare SNCF        | Challex - Village / École     | -        | -                      | Autocars | RDTA                |
| A37 | -                | Ambérieu-en-Bugey - Gare SNCF | Nantua - Médiathèque          | -        | -                      | Autocars | RDTA                |

| No  | Date d'ouverture | Parcours                        | Parcours                                          | Longueur | Fréquentation annuelle | Matériel | Exploitant          |
| No  | Date d'ouverture | Terminus 1                      | Terminus 2                                        | Longueur | Fréquentation annuelle | Matériel | Exploitant          |
| --- | ---------------- | ------------------------------- | ------------------------------------------------- | -------- | ---------------------- | -------- | ------------------- |
| A40 | -                | Ambérieu-en-Bugey - Gare SNCF   | Hauteville-Lompnes - Résidence Henri Dunant       | -        | -                      | Autocars | Les Cars du Plateau |
| A43 | -                | Belley - Collège                | Chanay - Village / École                          | -        | -                      | Autocars | RDTA                |
| A45 | -                | Belley - Boulevard du Mail      | Virieu-le-Grand - Gare SNCF                       | -        | -                      | Autocars | RDTA                |
| A47 | -                | Belley - Collège                | Hauteville-Lompnes - Autogare (ou Brénod - Place) | -        | -                      | Autocars | Les Cars du Plateau |
| A48 | -                | Bourg-en-Bresse - Gare Routière | Saint-Julien-sur-Suran - Village                  | -        | -                      | Autocars | RDTA                |
| A49 | -                | Ambérieu-en-Bugey - Hôpital     | Lhuis - Village                                   | -        | -                      | Autocars | RDTA                |

| No  | Date d'ouverture | Parcours                     | Parcours              | Longueur | Fréquentation annuelle | Matériel | Exploitant |
| No  | Date d'ouverture | Terminus 1                   | Terminus 2            | Longueur | Fréquentation annuelle | Matériel | Exploitant |
| --- | ---------------- | ---------------------------- | --------------------- | -------- | ---------------------- | -------- | ---------- |
| A53 | -                | Valserhône - Gare SNCF       | Mijoux - Place        | -        | -                      | Autocars | RDTA       |
| A55 | -                | Pont-de-Vaux - Place Joubert | Mâcon - Gare Routière | -        | -                      | Autocars | RDTA       |

| No  | Date d'ouverture | Parcours            | Parcours                              | Longueur | Fréquentation annuelle | Matériel | Exploitant |
| No  | Date d'ouverture | Terminus 1          | Terminus 2                            | Longueur | Fréquentation annuelle | Matériel | Exploitant |
| --- | ---------------- | ------------------- | ------------------------------------- | -------- | ---------------------- | -------- | ---------- |
| A60 | -                | Gex - Parking Poste | Bourg-en-Bresse - Lycée des Sardières | -        | -                      | Autocars | RDTA       |

| No  | Date d'ouverture   | Parcours                   | Parcours                 | Longueur | Fréquentation annuelle | Matériel | Exploitant          |
| No  | Date d'ouverture   | Terminus 1                 | Terminus 2               | Longueur | Fréquentation annuelle | Matériel | Exploitant          |
| --- | ------------------ | -------------------------- | ------------------------ | -------- | ---------------------- | -------- | ------------------- |
| A71 | -                  | Lyon - Pont Guillotière    | Dagneux - Centre         | -        | -                      | Autocars | Philibert Transport |
| A73 | 1er septembre 2011 | Belley - Boulevard du Mail | Chambéry - Gare Routière | -        | -                      | Autocars | RDTA                |

| No  | Date d'ouverture | Parcours                                            | Parcours                                            | Longueur | Fréquentation annuelle | Matériel | Exploitant |
| No  | Date d'ouverture | Terminus 1                                          | Terminus 2                                          | Longueur | Fréquentation annuelle | Matériel | Exploitant |
| --- | ---------------- | --------------------------------------------------- | --------------------------------------------------- | -------- | ---------------------- | -------- | ---------- |
| A84 | -                | Trévoux - Formans                                   | Neuville-sur-Saône - Pont de Neuville Rive Gauche   | -        | -                      | Autocars | RDTA       |
| A85 | -                | Villefranche-sur-Saône - Gare Routière (circulaire) | Villefranche-sur-Saône - Gare Routière (circulaire) | -        | -                      | Autocars | RDTA       |

| No  | Date d'ouverture | Parcours                             | Parcours                       | Longueur | Fréquentation annuelle | Matériel | Exploitant |
| No  | Date d'ouverture | Terminus 1                           | Terminus 2                     | Longueur | Fréquentation annuelle | Matériel | Exploitant |
| --- | ---------------- | ------------------------------------ | ------------------------------ | -------- | ---------------------- | -------- | ---------- |
| A91 | -                | Belleville-en-Beaujolais - Gare SNCF | Villars-les-Dombes - Gare SNCF | -        | -                      | Autocars | RDTA       |
| A93 | -                | Belley - Boulevard du Mail           | Morestel - Village             | -        | -                      | Autocars | RDTA       |

### Les gares routières
Les 2 principales gares routières se situent à Bourg-en-Bresse : Carré Amiot (Anciennement Champ de foire) et Sémard Gare (Gare SNCF).
Les autres grandes gares routières du département se trouvent à Ambérieu-en-Bugey et Valserhône. Hors du département, les lignes du réseau desservent les gares routières de Chambéry, Mâcon, et Villefranche-sur-Saône.

### Arrêts

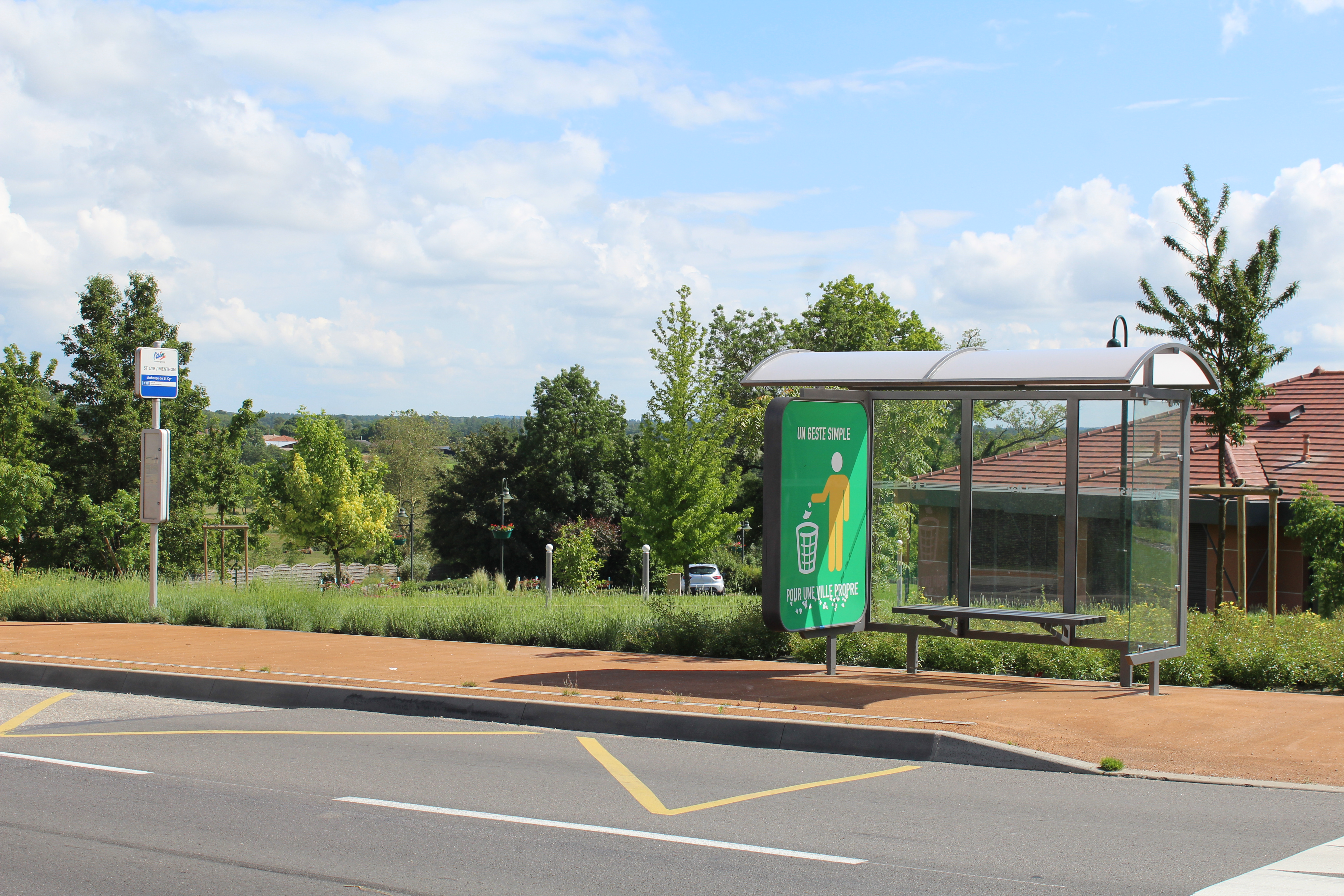
Arrêt Auberge St Cyr à Saint-Cyr-sur-Menthon sur la ligne 118.

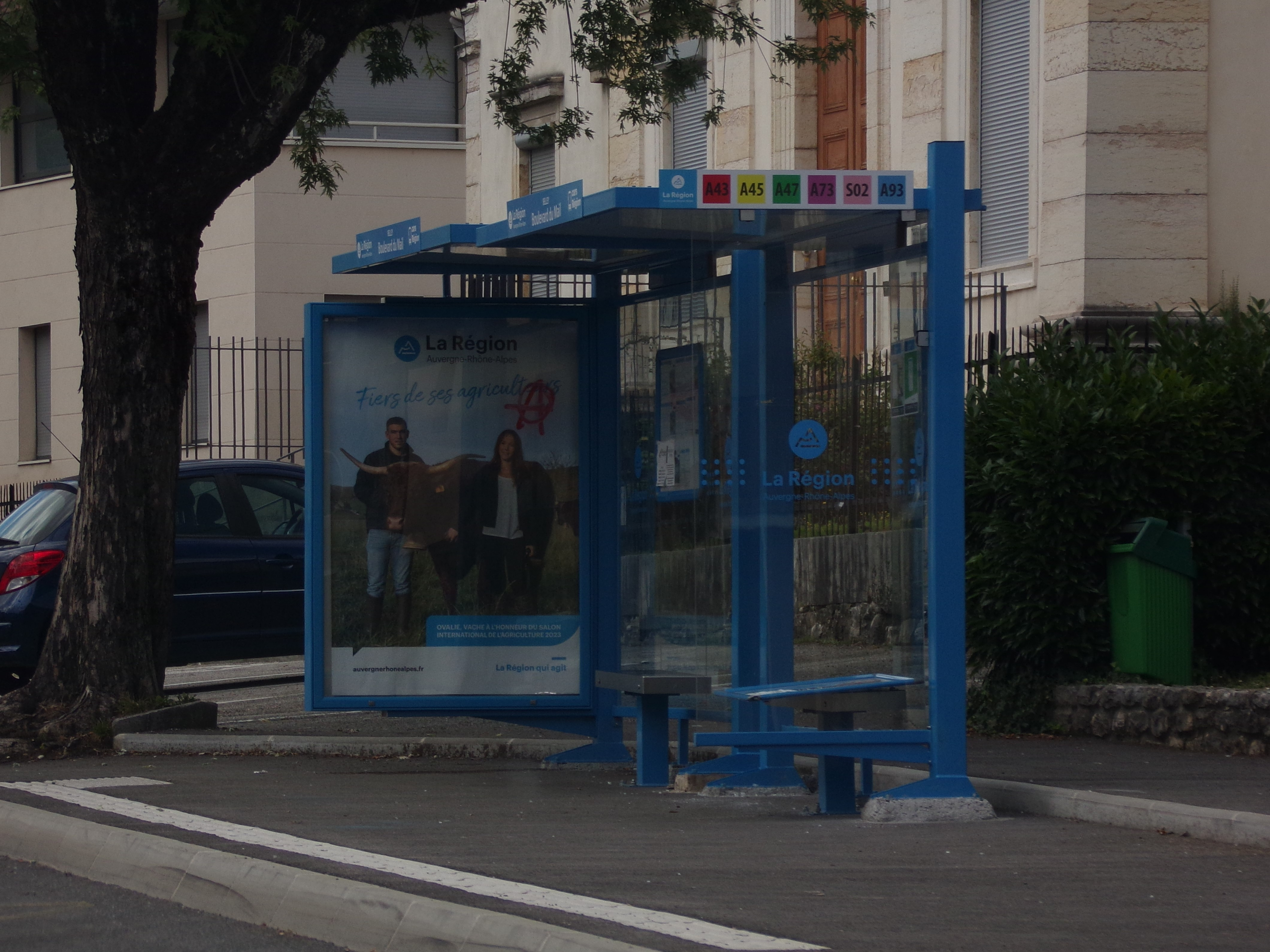
Un abribus du réseau Cars Région Ain, à Belley.

Depuis 2021, les arrêts Car.ain.fr sont progressivement remplacés par des arrêts aux couleurs de la région Auvergne-Rhône-Alpes.

### Identité visuelle
Logo

Ancien logo Cars.ain.fr
Logo Cars Région Ain

Livrée des véhicules
Les véhicules arboraient une livrée majoritairement blanche, composée uniquement du logo du réseau qui est présent sur les quatre faces.

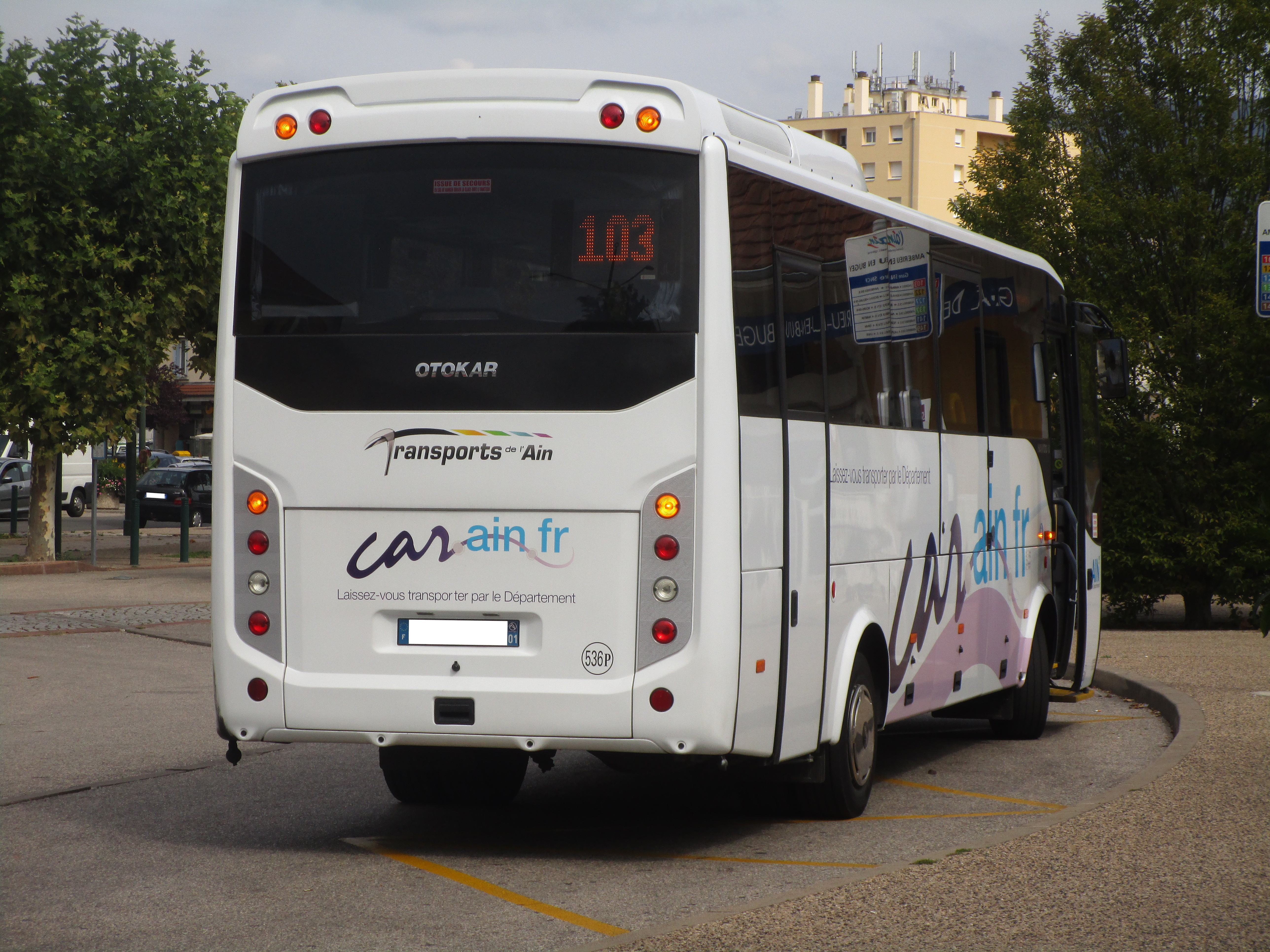
Vue sur l’arrière droit.
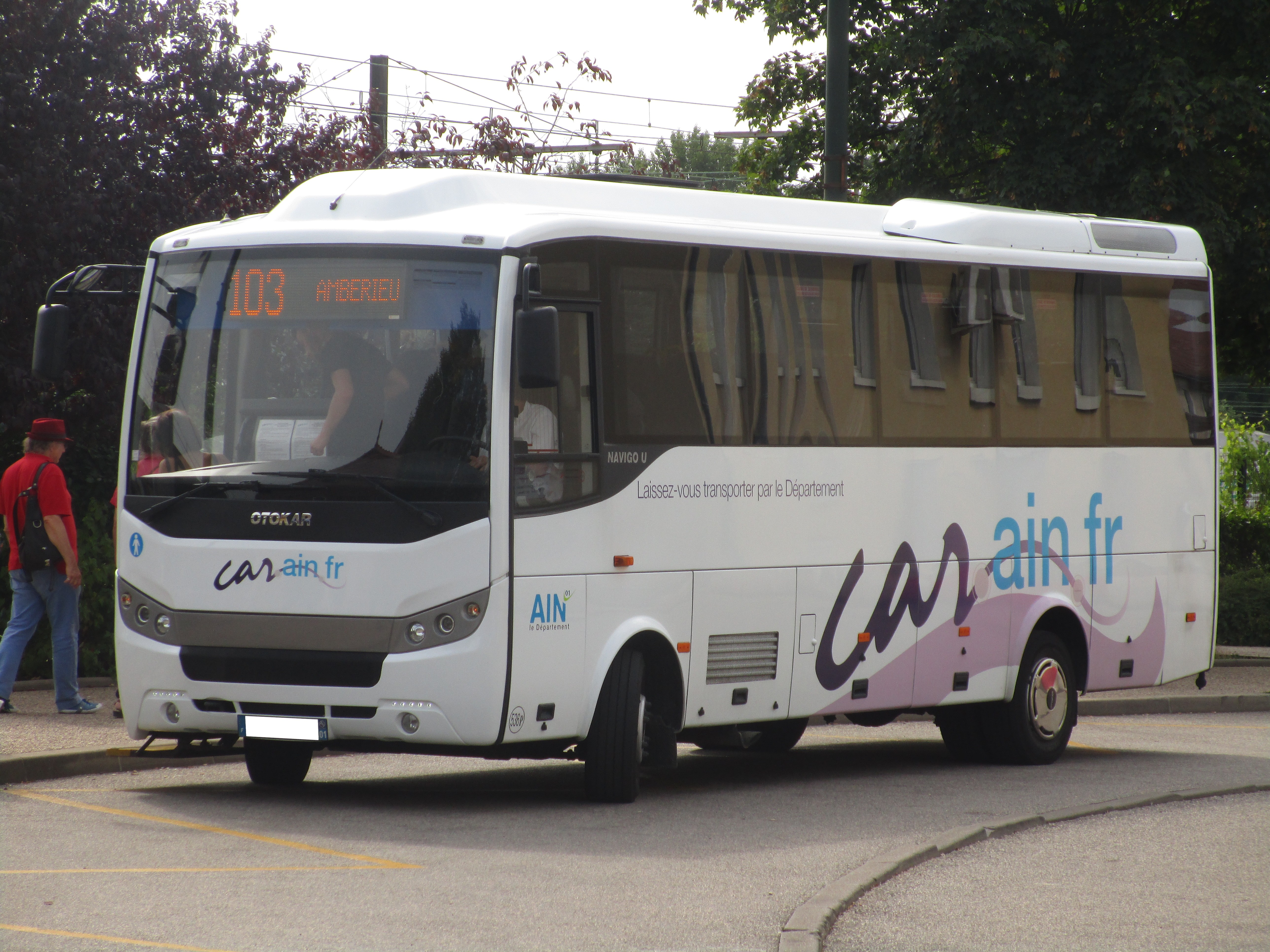
Vue sur l’avant gauche.
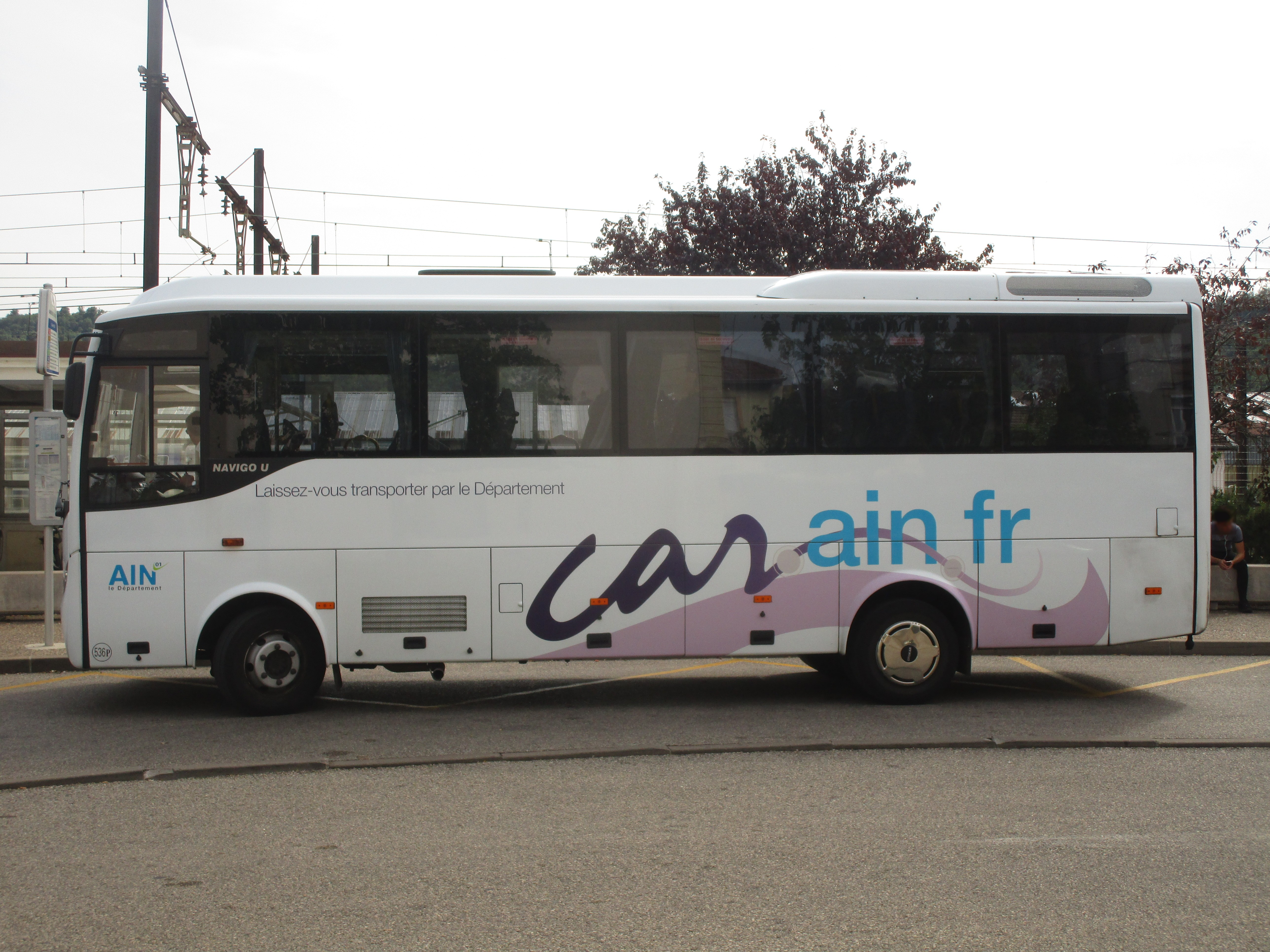
Vue sur le côté gauche.
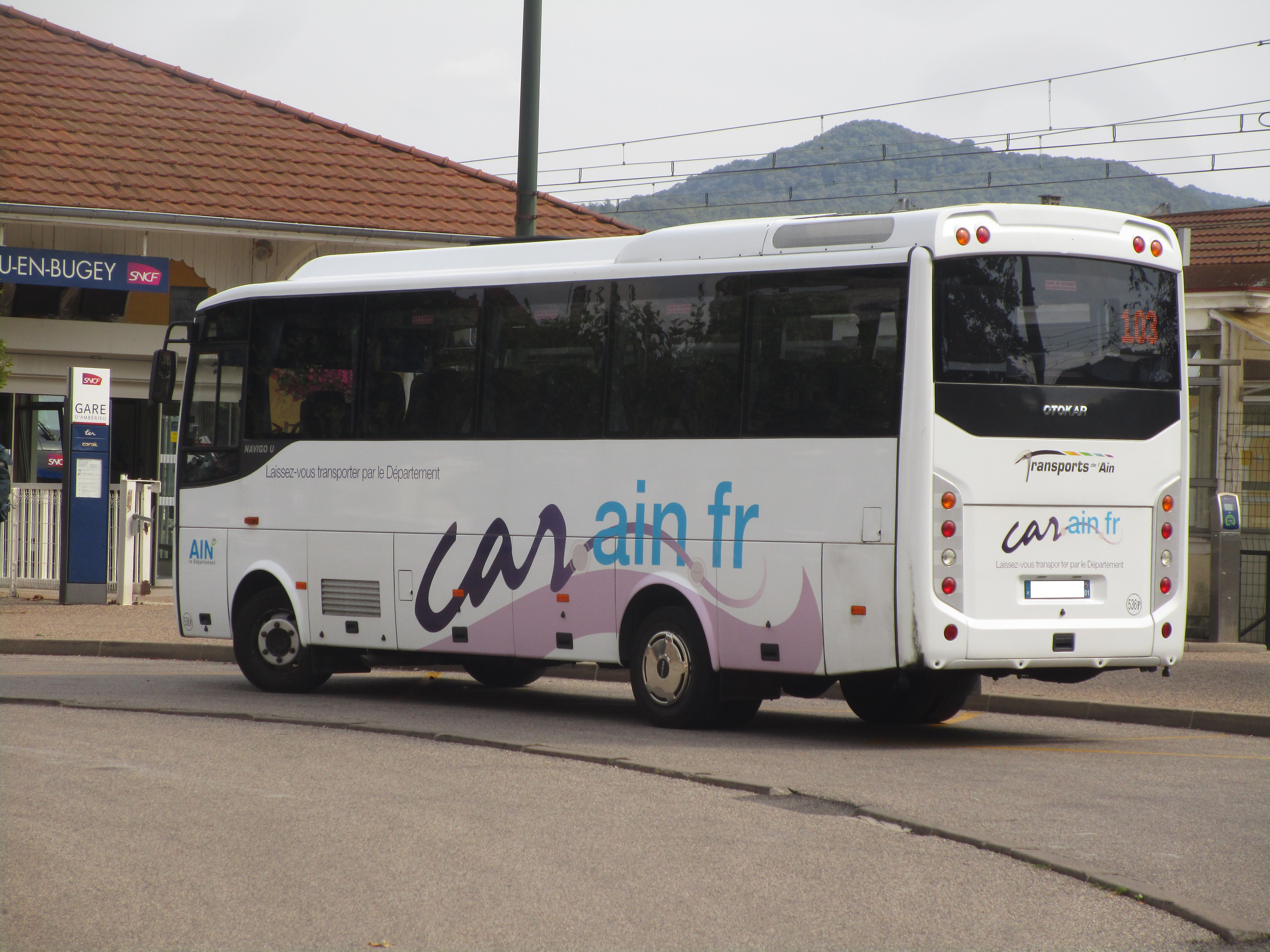
Vue sur l’arrière gauche.

Depuis 2021, la livrée Car.ain.fr est abandonnée au profit de la livrée régionale Cars Région.

## Exploitation

### Matériel roulant

#### Véhicules en service
| Marque & Modèle  | Quantité | Années de mise en service | Transporteur & Dépôt | Notes | Images |
| ---------------- | -------- | ------------------------- | -------------------- | ----- | ------ |
| MAN Lion's City  |          |                           | Philibert            |       |        |
| MAN Lion's Regio |          |                           | Philibert            |       |        |
|                  |          |                           |                      |       |        |

#### Véhicules réformés
| Marque & Modèle | Quantité | Années de mise en service | Transporteur & Dépôt | Notes | Images |
| --------------- | -------- | ------------------------- | -------------------- | ----- | ------ |
|                 |          |                           |                      |       |        |

### Tarification et financement

#### Tickets et abonnements
| Types de Billets           | Prix en euros | Modalités |
| Ticket unique              | 2             | Un voyage et une correspondance pendant 2 heures sur tout le réseau.                                                                       |
| Carnet de 10 tickets       | 15            | Valable sur l’ensemble du réseau. |
| Carte mensuelle            | 40            | Valable un mois sur l’ensemble du réseau.                                                                                                  |
| Carte annuel (- de 26 ans) | 300           | Valable un an sur l’ensemble du réseau. |
| Carte annuel               | 400           | Valable un an sur l’ensemble du réseau. |
| Gratuité                   | Gratuit       | Enfant de moins de 4 ans. Accompagnateurs de personnes non-voyantes. Personnes handicapées et mal-voyant. Petits animaux. Bagages et vélo. |

Depuis février 2019, le réseau Cars Région Ain (anciennement car.ain.fr) a intégré le dispositif billettique OùRA!. Les usagers qui souhaitent acquérir un carnet de 10 tickets ou un abonnement mensuels ou annuels doivent ainsi se munir de la carte OùRA!. 